# Campeonato Pan-Americano de Handebol Masculino de 2016
O Campeonato Pan-Americano de Handebol Masculino de 2016 foi a décima sétima edição do principal torneio de handebol entre as seleções das Américas do Norte, Central, Sul e do Caribe. Ocorreu entre 11 e 19 de junho em Buenos Aires, na Argentina. Além do título continental, a competição serviu como qualificatória para o Campeonato Mundial de 2017, na França.
A Seleção do Brasil conquistou o seu terceiro título ao bater o Chile na final pelo placar de 28 a 24.